# 東京都道44号瑞穂富岡線

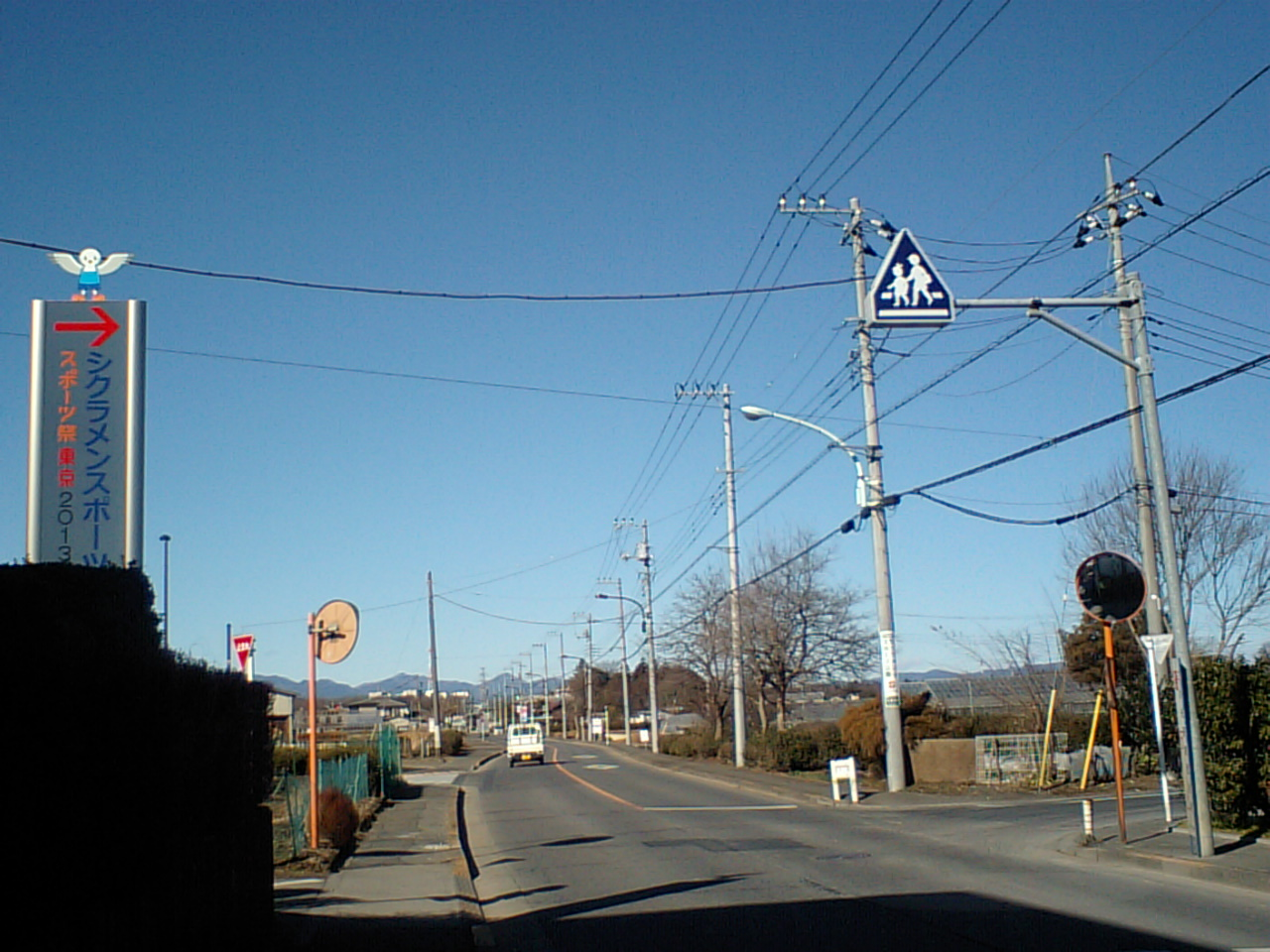
瑞穂町箱根ケ崎付近

東京都道44号瑞穂富岡線（とうきょうとどう44ごう みずほとみおかせん）は、東京都西多摩郡瑞穂町と青梅市富岡を結ぶ都道（主要地方道）である。通称岩蔵街道。青梅市今井付近で首都圏中央連絡自動車道青梅インターチェンジに接続している。起点を過ぎ国道16号瑞穂バイパスを超えたあたりには両脇にシクラメン栽培の温室が多く、シクラメン街道とも呼ばれる。また終点には冷泉沸かし湯の岩蔵温泉がある。

## 概要
- 陸上距離：8,457 m
- 起点：瑞穂町箱根ヶ崎（岩蔵街道入口交差点 東京都道5号新宿青梅線 青梅街道交点）
- 終点：青梅市富岡（岩蔵温泉交差点 東京都道28号青梅飯能線交点）

## 沿道状況
瑞穂町の岩蔵街道入口交差点〜岩蔵温泉交差点までが現道である。途中、岩蔵街道交差点で国道16号（瑞穂バイパス）と交差し、青梅インター入口では首都圏中央連絡自動車道（圏央道）青梅インターチェンジと交差する。国道16号から圏央道までの区間は、日中上下線とも混雑をする。下りに限っては、青梅インターチェンジから国道16号を経由して、八王子・川越方面、さらには新青梅街道を目指す車も多いため、岩蔵街道交差点を先頭に、青梅市境まで渋滞することが多い。これには、武蔵村山市など新青梅街道沿線のショッピングセンターや総合病院の最寄りインターチェンジに、中央自動車道国立府中インターチェンジと青梅インターチェンジが併記されていることも大きい。
上り側は、青梅インター入口第二を直進すると、同道から逸れて青梅市道となり、河辺駅・東青梅方面へアクセスができる。岩蔵街道はここで右折し、飯能方面に進路を向け、青梅市小曾木のY字交差で、道なりに行くとバイパス、右に行くと岩蔵温泉となり、こちらが現道である。現道は中央線のない狭道だが、飯能・国道299号方面へのショートカットになっており、たびたび中型車両の離合ができなくなるなどで渋滞が発生する。バイパス方面は、飯能市旧名栗村域や正丸峠、秩父地域へのアクセス路ともなっているが、現道に比べ交通量は少なく、比較的流れは緩やかである。

## バイパス区間
- 青梅市小曾木一丁目 - 小曾木五丁目（東京都道28号青梅飯能線交点）

## 通過する自治体
- 西多摩郡瑞穂町
- 青梅市

## 交差・接続する道路
| 交差する道路                       | 交差する道路                                   | 交差点名         | 所在地 |
| ---------------------------------- | ---------------------------------------------- | ---------------- | ------ |
| 東京都道5号新宿青梅線（青梅街道）  | 東京都道5号新宿青梅線（青梅街道）              | 岩蔵街道入口     | 瑞穂町 |
| 国道16号                           | 国道16号                                       | 岩蔵街道         | 瑞穂町 |
| 東京都道179号所沢青梅線            | 東京都道179号所沢青梅線                        | 物見塚           | 青梅市 |
| （物見塚通り）                     | 首都圏中央連絡自動車道（青梅インターチェンジ） | 青梅インター入口 | 青梅市 |
| 東京都道63号青梅入間線（バイパス） |                                                | 今井馬場崎       | 青梅市 |
| 東京都道63号青梅入間線             | 東京都道63号青梅入間線                         | 七日市場         | 青梅市 |
|                                    | 東京都道44号瑞穂富岡線（バイパス）             |                  | 青梅市 |
| 東京都道28号青梅飯能線             | 東京都道28号青梅飯能線                         | 岩蔵温泉         | 青梅市 |

## 橋梁
本線
- 観音橋（霞川）
- 大橋（小布市川）
- 湯場橋（黒沢川）

バイパス
- 岩蔵大橋（黒沢川）

## 峠
- 笹仁田峠（青梅市）

## 周辺施設
- 三ッ原工業団地
- 青梅スタジアム
- 岩蔵温泉
- 青梅市立今井小学校
- 立正佼成会 青梅練成道場

## 都市計画指定
青梅 3・4・13 青梅東端線（青梅インター入口交差点 - 青梅市・瑞穂町境界付近）

## 凍結された計画
青梅インター入口交差点から飯能市中心部の美杉台団地・飯能駅南口方面に至るバイパスを作る計画が存在した。飯能市側の美杉台通り終点がT字路なのに右折レーンが分離されているのはこの計画の名残りである。

## その他
- 瑞穂町長岡地区の沿道には多数の温室ハウスがあり、中でもシクラメンは東京都内で最多の生産量を誇っている事から、「シクラメン街道」と呼ばれている。
- 箱根ケ崎駅西口区画整理事業に合わせて2016年12月に瑞穂町側の起点が変更になり、箱根ヶ崎駅西口に通じる瑞穂町道との十字路になった[1]。